# Prachtguramis
Bei den Prachtguramis der Gattung Parosphromenus handelt es sich um relativ klein bleibende Vertreter der Unterordnung Labyrinthfische (Anabantoidei) innerhalb der Barschverwandten (Percomorphaceae), deren Verbreitungsgebiet in den Süßwasser- bzw. Torfsümpfen Südostasiens, genauer im Süden der Malaiischen Halbinsel, auf Borneo und Sumatra liegt. Die Gattung wurde von Pieter Bleeker 1877 etabliert, nachdem er 1859 bereits die Typusart Parosphromenus deissneri als Osphromenus deissneri beschrieben hatte.
Ihren deutschen Namen verdankt sie der sehr attraktiven und farbenprächtigen Balzfärbung der männlichen Individuen. Aufgrund ihrer versteckten Lebensweise und den extremen Lebensräumen ist ihre Entdeckungsgeschichte relativ jung und höchstwahrscheinlich noch nicht abgeschlossen. Heute sind alle Prachtguramiarten „infolge der rasanten Urwaldvernichtung in Südostasien hochgradig in ihrer Fortexistenz bedroht“.

## Verbreitungsgebiet und Lebensräume

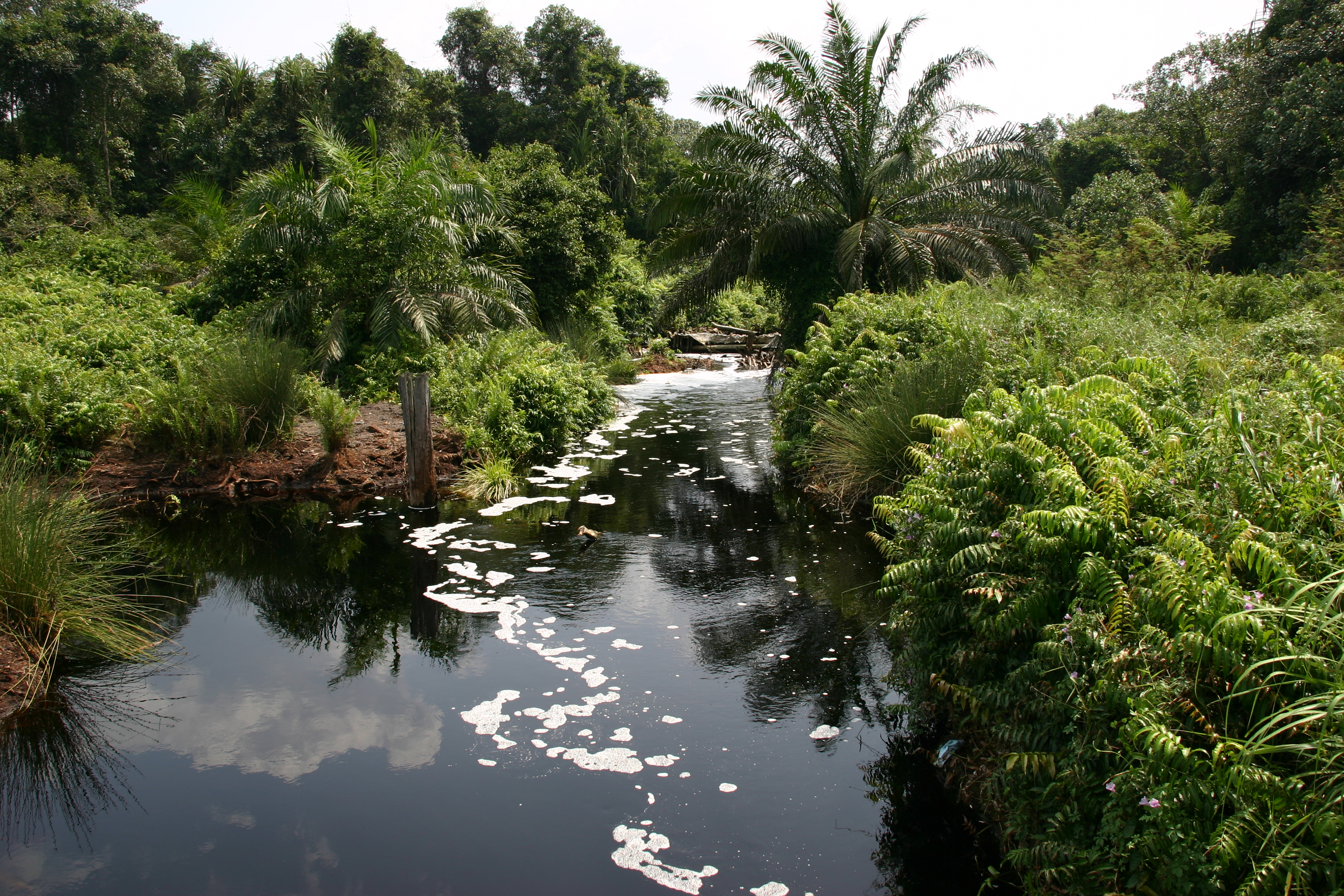
Schwarzwasserbach in West-Malaysia – Typischer Lebensraum für Prachtguramiarten.

Bis jetzt sind Prachtguramis vom Süden Thailands, West-Malaysia, sowie von Borneo und Sumatra wissenschaftlich dokumentiert. Sie kommen dort ausschließlich im Süßwasser der küstennahen Tieflandregenwälder und Torfsümpfen, z. B. den Torfmoorwäldern von Borneo vor. In den Biotopen bestehen die Böden zumeist aus Pflanzendetritus und Torf, der wie ein Schwamm in der Regenzeit Wasser speichert und dieses dann über die Trockenzeit wieder abgibt.
Hierbei wird das Wasser durch das langsam verrottende pflanzliche Material mit verschiedenen Huminstoffen angereichert und erhält dadurch seine charakteristischen Eigenschaften. Die Habitate, zumeist langsam fließende Bäche, führen sehr weiches und saures Wasser, das wegen seiner typischen dunklen, teebraunen Färbung als Schwarzwasser bezeichnet wird und dabei „glasklar“ ist. Der pH-Wert liegt in solchen Gewässern meist zwischen 4,5 und 5,5, in Ausnahmefällen jedoch sogar bei 3,4 bei gleichzeitiger Mineralienarmut: für die elektrische Leitfähigkeit werden meist Werte zwischen 6 μS/cm und 75μS/cm gemessen.
Prachtguramis sind bis auf wenige Ausnahmen stenotope Schwarzwasserarten, die an diese extremen Bedingungen angepasst sind und können deshalb als Bioindikator zur Klassifikation von Gewässern dienen. Vor allem die Eier der Prachtguramis benötigen zur Entwicklung dieses eigentlich „lebensfeindliche Milieu“, da die niedrigen pH-Werte auf der anderen Seite eine „geringstmögliche Keimbelastung“ garantieren.
Diese Torfsümpfe gehören zu den am stärksten bedrohten Biotopen Südostasiens, v. a. der Malaiischen Halbinsel. Ng u. a. weisen bereits 1994 darauf hin, dass viele der in der zweiten Hälfte des 20. Jahrhunderts untersuchten Schwarzwassersümpfe Singapurs und West-Malaysias in Reis-, Ananas-, zumeist aber in Ölpalm-Plantagen umgewandelt wurden und der Schutz der verbliebenen Biotope von entscheidender Wichtigkeit sei, um das Aussterben vieler, auch ökonomisch wertvoller Arten zu verhindern.

## Ernährung
Wie die meisten Labyrinthfische ernähren sich auch die Prachtguramis hauptsächlich von Zooplankton wie Kleinkrebse, Weichtiere, Insekten und deren Larven. Es scheinen v. a. die Larven von Süßwassergarnelen eine große Rolle zu spielen, die in den Biotopen oft in großer Anzahl und in verschiedener Größe anzutreffen sind.

## Merkmale und Geschlechtsdimorphismus

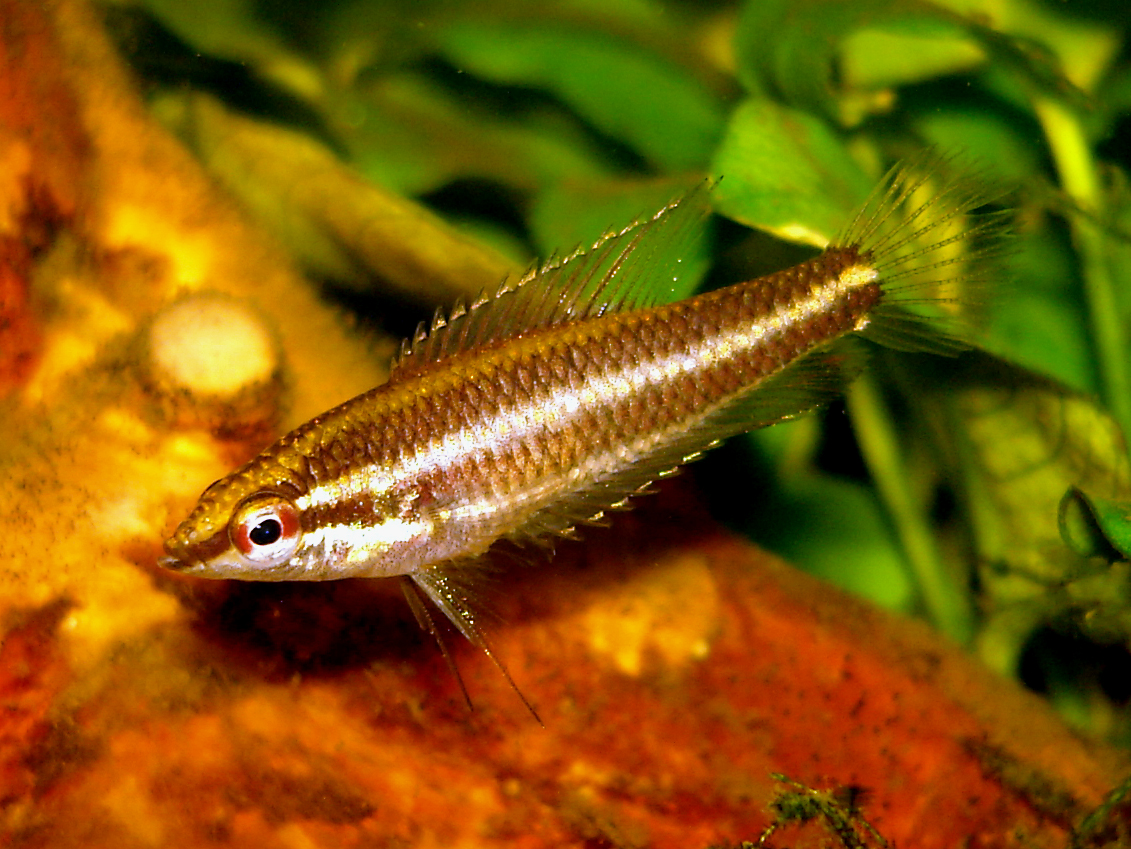
Weiblicher Prachtgurami in schlichter Streifenfärbung – Parosphromenus phoenicurus.

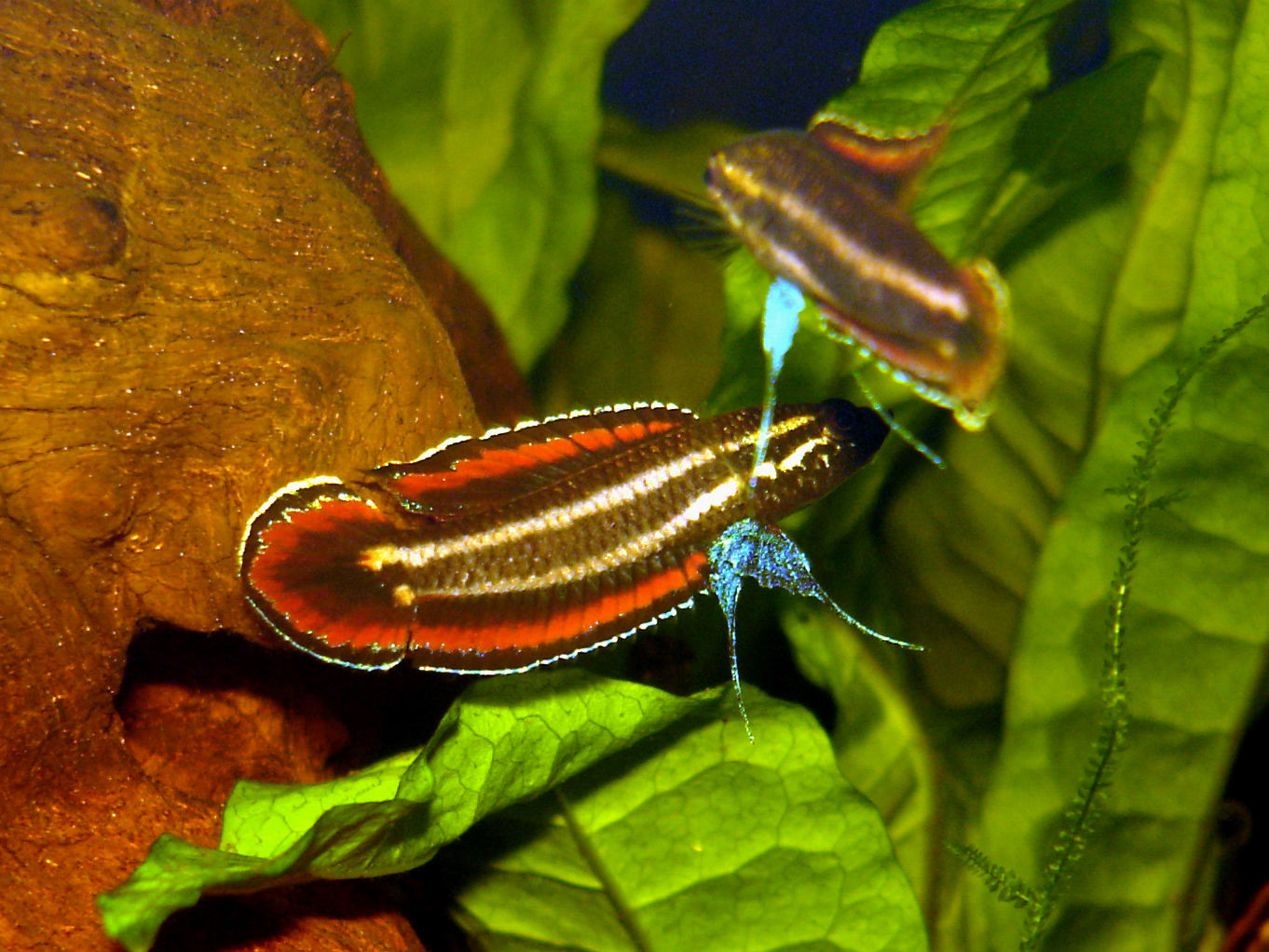
Ausgefärbte Männchen beim gegenseitigen Imponieren- Parosphromenus phoenicurus.

Alle Prachtguramiarten zeigen in Normalfärbung, mehr oder weniger stark ausgeprägt, ein charakteristisches Längsstreifenmuster auf den Körperseiten, bestehend aus zwei dunkelbraunen bis schwarzen Längsstreifen auf hellbraunem bzw. beigem Grund von der Schnauze, oft „auch durch das Auge“ bis zum Ansatz der Schwanzflosse. „Der [im Englischen gebräuchliche] Begriff Licorice gourami, also Lakritzengurami, beschreibt die Körperzeichnung recht anschaulich“.
Die Gattung besitzt einen ausgeprägten Geschlechtsdichromatismus(→ Sexualdimorphismus). Während Männchen besonders in Prachtfärbung kontrastreiche Farbmuster, oft in Form einer Bänderung in den unpaaren Flossen, mit irisierenden Elementen besitzen, sind die Weibchen insgesamt eher unauffällig gefärbt und zeigen nur selten matte Farbsprenkel in den ansonsten transparenten Flossen. Darüber hinaus ähneln sich die Weibchen der meisten Arten so sehr, dass eine Identifikation nur anhand von männlichen Individuen in Prachtfärbung erfolgen kann.
Hierfür spielen, vor allem bei Vertretern der sehr homogenen „P. harveyi-Gruppe“ (s. u.), die genannten farbigen Bänderungen, sowie die Farben der Bauchflossen und deren Filamente eine entscheidende Rolle.
Ein weiteres Merkmal der Prachtguramiarten sind die kleinen maximal erreichten Gesamtlängen. P. parvulus beispielsweise repräsentieren „mit einer maximalen Gesamtlänge von 27mm […] die kleinsten derzeit bekannten Labyrinthfische“
Die meisten Arten liegen mit ihren Maximalgrößen zwischen 3,5 cm und 4,5 cm. P. quindecim und P. deissneri, als größte Vertreter der Gattung erreichen maximale Gesamtlängen von 5,0 cm.
Ebenfalls eine Besonderheit sind die vielstrahligen, und somit verhältnismäßig langen Rücken- und Afterflossen. Je nach Art variieren die Zahlen der Hartstrahlen in Rücken- und Afterflossen bei P. ornaticauda zwischen 9 und 11 bzw. zwischen 7 und 9, bei P. paludicola zwischen 17 und 18 bzw. zwischen 13 und 16. Bei der Balz der Männchen kann durch diese Flossenstruktur der Eindruck entstehen, es handele sich um einen geschlossenen, umlaufenden Flossensaum, wobei die bei einigen Arten vorkommende durchgehende farbige Bänderung diesen Effekt noch unterstreicht (→ vgl. Abb. P. phoenicurus). Die Weibchen zeigen im Gegensatz zu den Männchen weniger stark ausgezogene Flossen und wirken insgesamt kompakter.

## Verhalten und Fortpflanzung
Prachtguramis sind ruhige, scheue Fische, die sich so gut wie nie im Freiwasser, sondern meist versteckt im Wurzeldickicht, in Pflanzenpolstern oder der ins Wasser hängenden Ufervegetation, sowie unter Überhängen aufhalten.
Ebenso sind sie in Bodennähe zwischen Falllaub auch in den tieferen Wasserschichten von 1,0m-1,5m zu finden. Letzteres überrascht, da die meisten anderen Vertreter der Labyrinthfische eher oberflächenorientiert leben, da sie obligat atmosphärische Luft atmen müssen. Dies ist als Anpassung an zumeist stehende und während der Trockenzeit sehr warme und damit sauerstoffarme Gewässer zu sehen. Obwohl Prachtguramis ebenfalls ein solches zusätzliches Atmungsorgan besitzen, scheinen sie nahezu vollständig auf die Labyrinthatmung zu verzichten. Somit ist anzunehmen, dass das Wasser in den entsprechenden Biotopen genügend Sauerstoff enthält, sodass „die Kiemenatmung offensichtlich ausreicht“. Eine Besonderheit sind auch die verschiedenen Stimmungsfärbungen, die von der Normalfärbung abweichen und „oft in wenigen Sekunden wechseln können“.

### Balz und Brutpflege

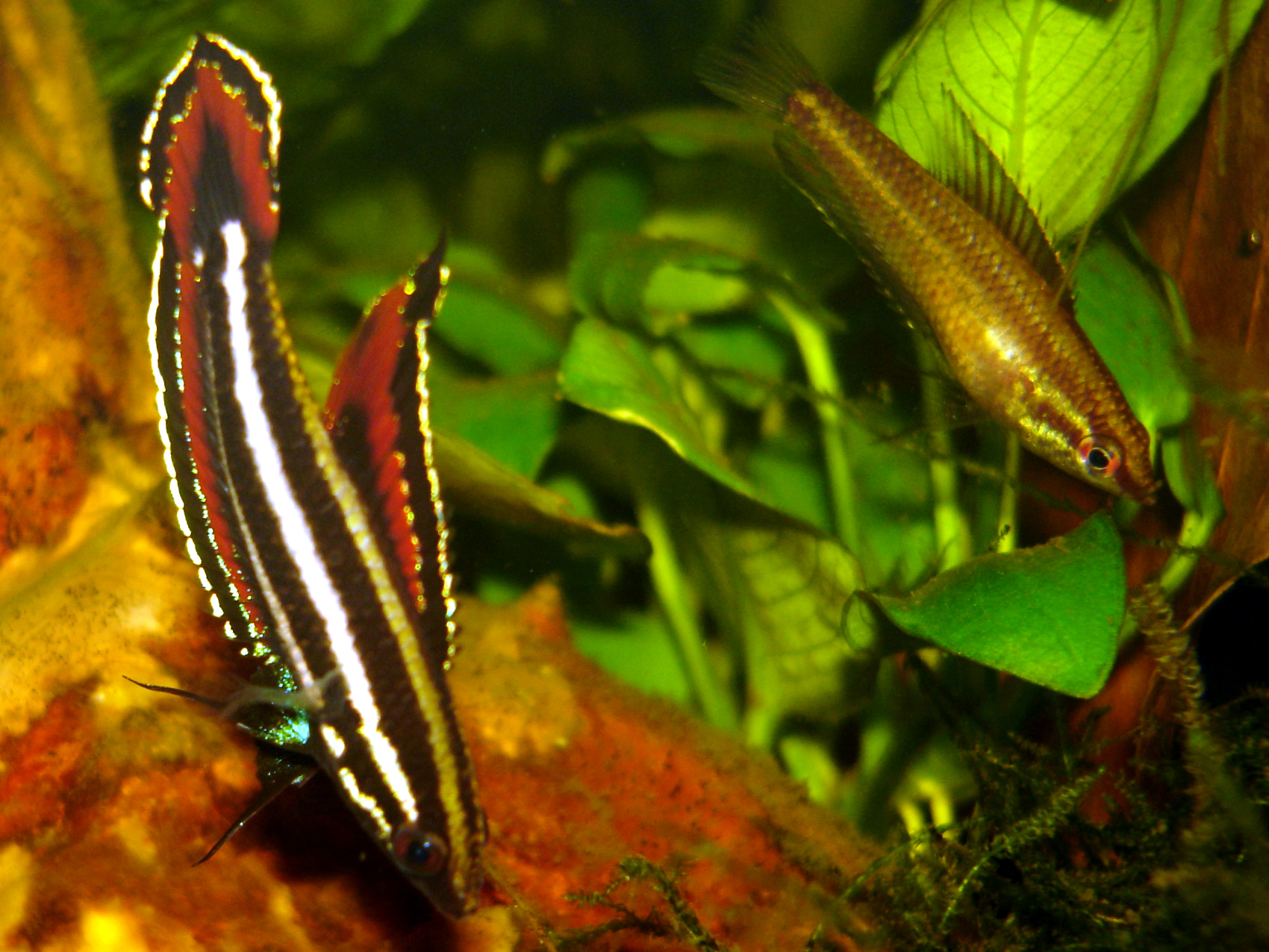
Balzendes Paar von Parosphromenus phoenicurus – Das Weibchen verliert seine Streifenzeichnung.

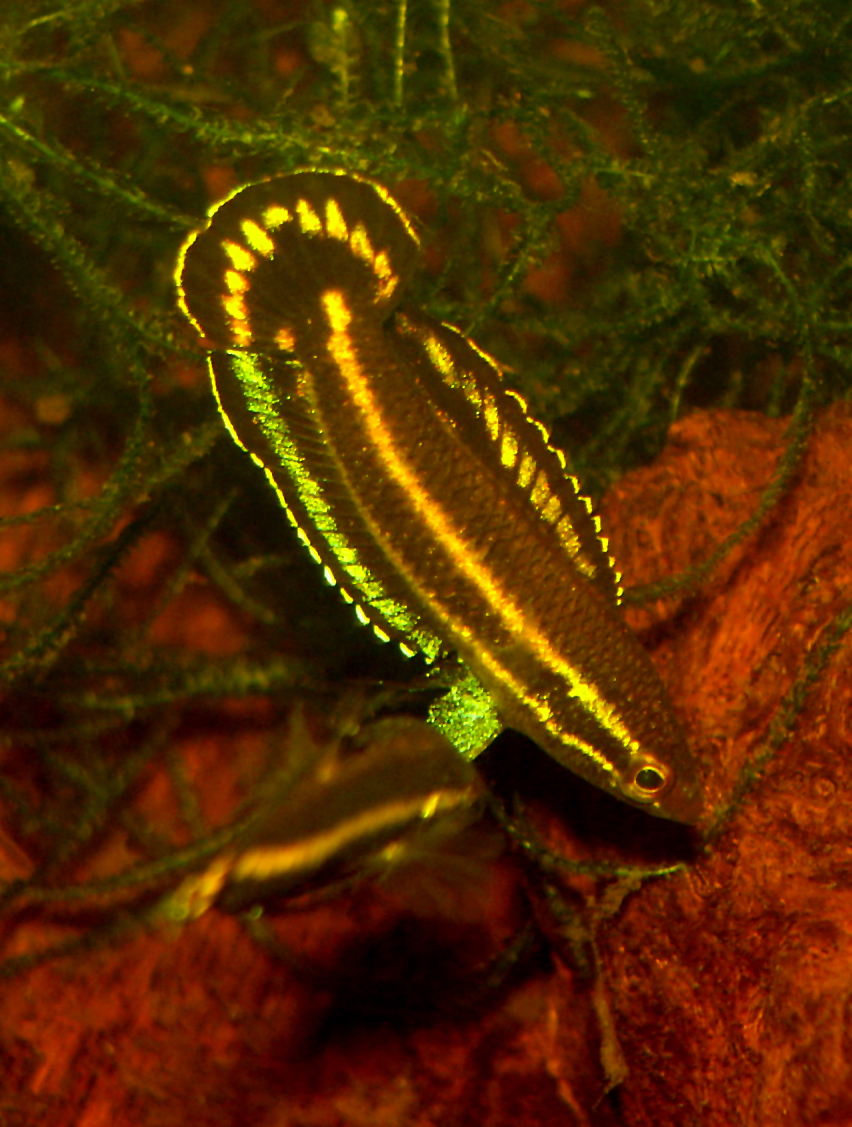
Parosphromenus harveyi – Balzendes Männchen in typischer „Kopfüber-Stellung“.

Des Weiteren zeigen alle Prachtguramiarten ein interessantes Balz- und Brutpflegeverhalten. Zur Balzzeit, die für viele Arten höchstwahrscheinlich mit dem Einsetzen des Monsunregens im November und der damit verbundenen Verdünnung der während der Trockenzeit aufkonzentrierten Gewässer beginnt, besetzen die Männchen kleine höhlenartige Unterstände im Falllaub oder Wurzelgeflecht der Ufervegetation und bauen ein rudimentäres Schaumnest an der Höhlendecke. Bei einigen Arten kann es vorkommen, dass, wenn überhaupt, erst nach dem Ablaichen ein kleines Schaumnest gebaut wird, z. B. bei P. tweediei. Eine Ausnahme mit größerem Schaumnest bildet lediglich P. filamentosus. Die Männchen zeigen nun ihre Prachtfärbung, die bei vielen Arten auf einer Verstärkung der vorhandenen Farben und Kontraste (zusätzlich dunkle Kehl- und Bauchregion) beruht, bei einigen jedoch völlig von der Normalfärbung abweicht, wie z. B. bei P. nagyi oder P. parvulus. In ihrer kontrastreichsten und auffälligsten Färbung versuchen sie nun durch Imponieren und verschiedene Balztänze laichbereite Weibchen in die Höhle zu locken und mit ihnen abzulaichen.
Dabei spannen sie ihre Flossen auf und führen mit dem Körper zitternde Bewegungen aus, möglicherweise um seitwärts, in Richtung des Weibchens gerichtete Druckwellen zu erzeugen.
Je nach Art geschieht dies mit dem Kopf nach oben (P. ornaticauda, P. parvulus, P. sumatranus), in waagrechter Körperhaltung (z. B. P. pahuensis) oder Kopfüber (z. B. P. tweediei, P. deissneri). Dies ist ein wichtiges ethologisches Merkmal, das zur Klärung der Verwandtschaftsverhältnisse innerhalb der Gattung herangezogen werden kann. (siehe unten → Systematik)
Die Färbung der Weibchen während der Balz weicht in erheblichem Maße von der der Männchen ab und ist je nach Art verschieden. Meist verschwindet die Streifenzeichnung und die Weibchen werden einheitlich hellbraun mit leicht eingedunkelten Flossen (z. B. P. harveyi) oder können sogar eine dem Männchen ähnliche, aber dunklere Musterung annehmen (z. B. P. ornaticauda). Außerdem zeigen beide Geschlechter bis auf wenige Ausnahmen während der Balz einen senkrechten, dunklen Streifen durch das Auge, sozusagen ein Negativ der sonst waagrechten Zeichnung. Hiefür prägte Schaller den heute unter Spezialisten gebräuchlichen Begriff „sexy-eyes“.

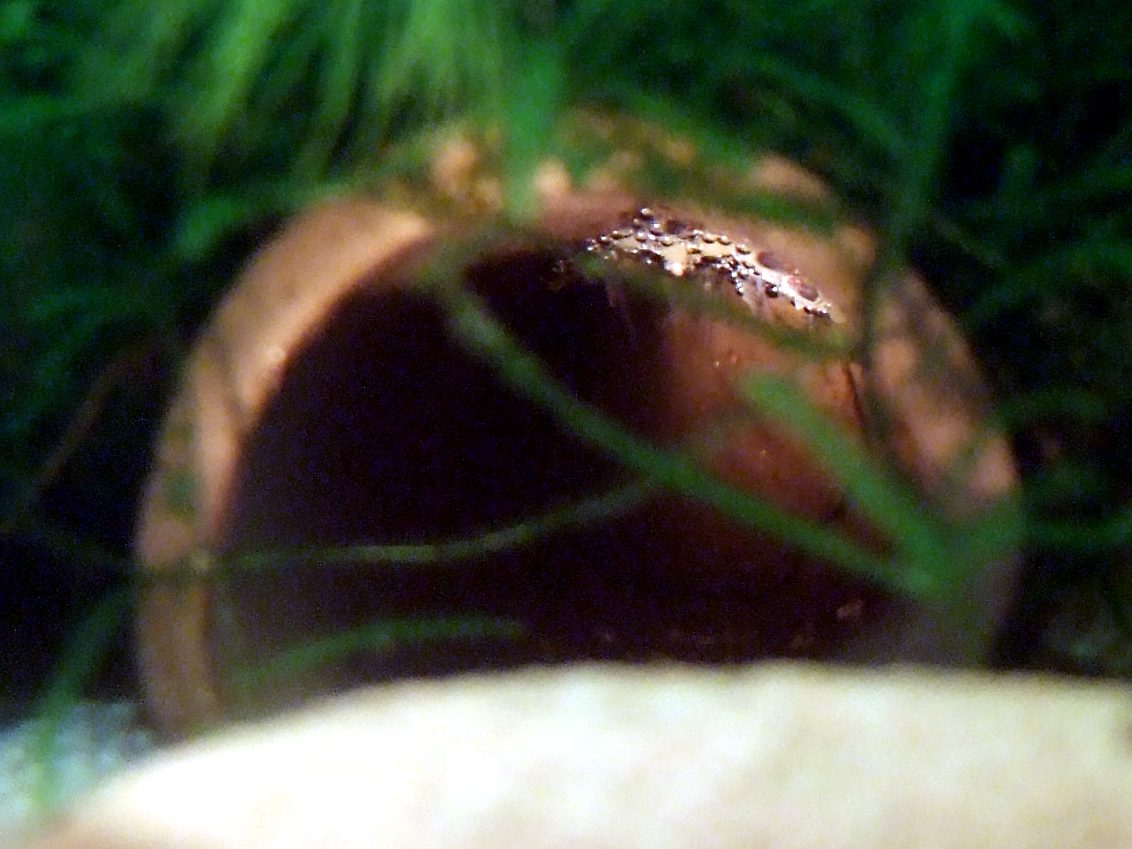
Prachtguramigelege mit Eiern und Larven an der Höhlendecke.

Hat es ein Männchen geschafft ein Weibchen in die Höhle zu locken, kommt es zunächst zu einigen Scheinpaarungen, bei denen sich die Fische nach Labyrintherart umschlingen, kurz in Laichstarre fallen, aber noch keine Eier abgegeben werden. Nach dieser Synchronisationsphase kommt es zur eigentlichen Paarung, bei der das Weibchen pro Laichvorgang einige Sinkeier abgibt, die dann von beiden an die Höhlendecke geklebt werden (Foersch fand heraus, dass dieses Anheften der Eier nur in Wasser mit einer Karbonathärte von bis zu 1,4° dKH funktioniert, bei höheren Werten fallen die Eier wieder zu Boden). Zwischen den einzelnen Laichphasen verlässt das Männchen gelegentlich die Höhle „um Luft vom Wasserspiegel zu holen“ während das Weibchen in Deckung bleibt. Ist die Paarung beendet, verlässt das Weibchen die Höhle bzw. wird vom Männchen verjagt, wahrscheinlich um den weitläufigeren Bereich um die Höhle zu bewachen. Die Pflege des, je nach Art, zwischen maximal 25 Eier bei P. ornaticauda und bis zu über 100 Eier bei P. filamentosus, P. quindecim und P. linkei umfassenden Geleges, übernimmt ab dann das Männchen.

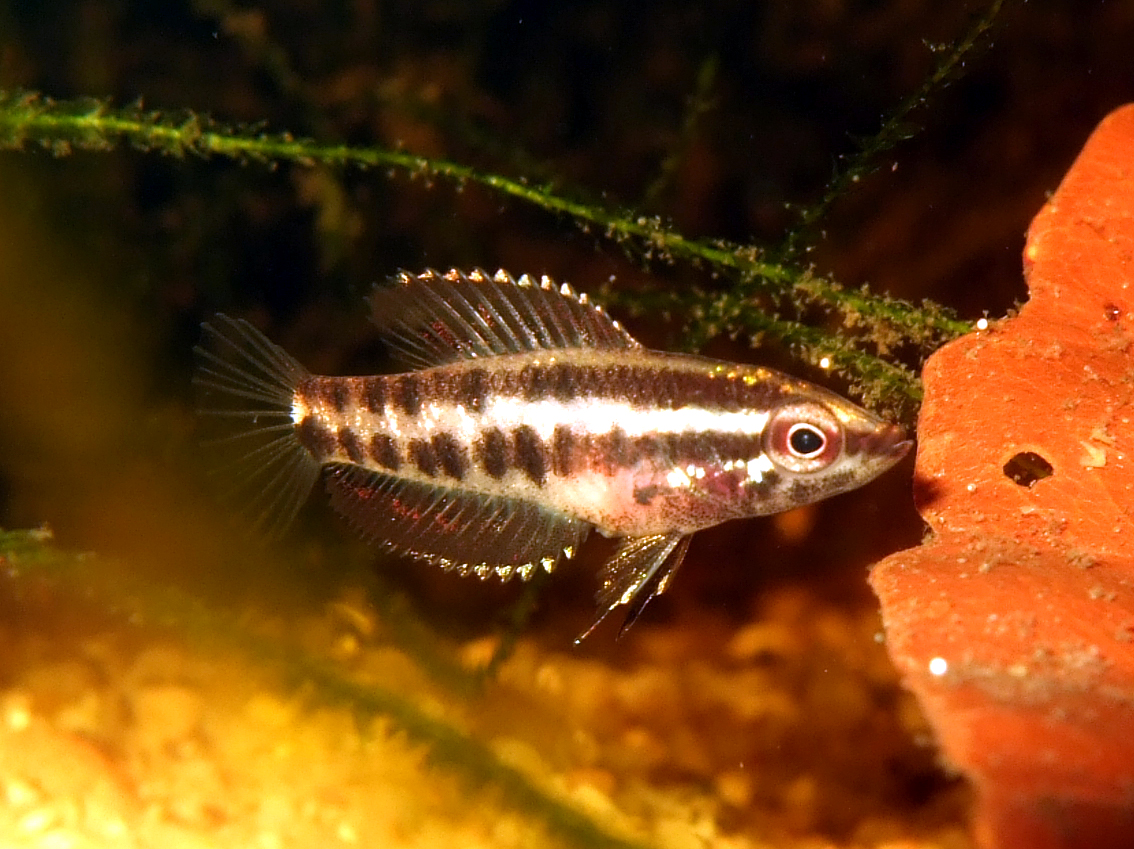
Mehrere Wochen alter Jungfisch

Nach ca. 2–3 Tagen schlüpfen die zunächst unpigmentierten Larven, die noch ca. 6–7 weitere Tage, erst senkrecht und später waagrecht, im Nest verweilen, bevor sie freischwimmen. Insgesamt ca. 10 Tage nach dem Ablaichen endet dann die Brutpflege des Männchens, wobei in vielen Fällen noch vor dem Freischwimmen der letzten Brut erneut abgelaicht wird. Die Jungfische der meisten Arten sind nach ca. 9–12 Monaten geschlechtsreif, „wobei sie [dann] noch nicht ihre maximale Größe erreicht haben“.

### Aggressionsverhalten

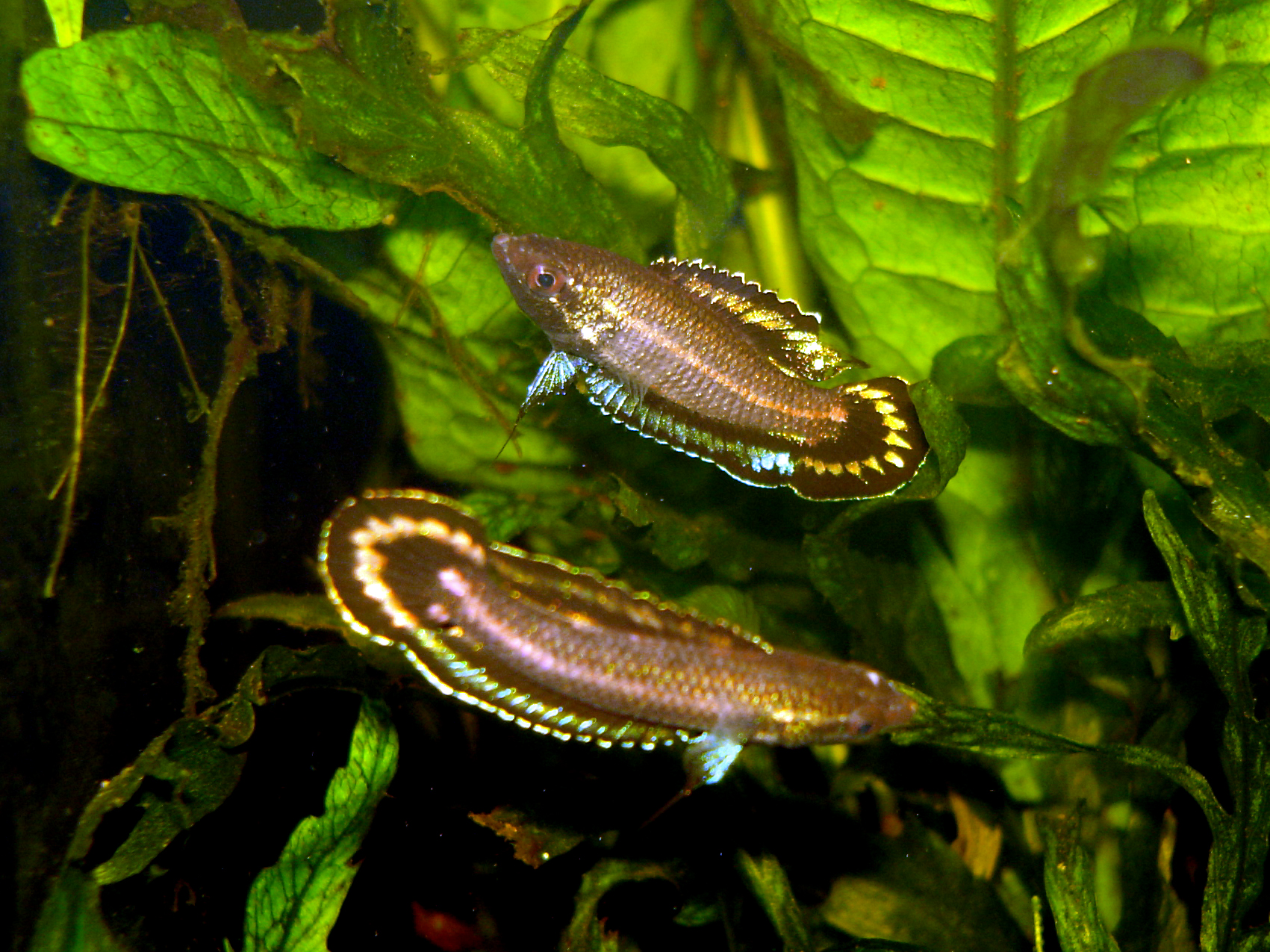
Parosphromenus harveyi-Männchen beim gegenseitigen Drohen – die Streifenzeichnung des Körpers verblasst.

Die ansonsten friedlichen, bisweilen sogar geselligen Prachtguramis zeigen v. a. während der Paarungszeit territoriales Verhalten, d. h. vor allem die Männchen verteidigen den von ihnen bezogenen Unterstand und die nähere Umgebung gegen Kontrahenten. Beim Kräftemessen zwischen zwei männlichen Individuen zeigen die Tiere eine art-typische Aggressionsfärbung, bei der in vielen Fällen die kontrastreiche Färbung der Flossen erhalten bleibt, oder sich verstärkt, während die Streifenzeichnung des Rumpfes verblasst. Zusätzlich färbt sich bei vielen Arten die Kehl- und Bauchregion dunkel bis schwarz. In antiparalleler Stellung und mit gespreizten Flossen fangen die Gegner an, sich zu umkreisen, worauf dann einzelne gezielte Rammstöße folgen. Meist steht spätestens jetzt der Gewinner fest und der Unterlegene sucht mit geklemmten Flossen das Weite. Zu ernsthaften Verletzungen kommt es bei diesen Kommentkämpfen so gut wie nie. Weibchen vieler Arten zeigen eine ähnliche Aggressionsfärbung mit oft nahezu streifenlosem Körper und diffus gefärbten Flossen, die Kommentkämpfe sind jedoch im Vergleich zu denen der Männchen nicht so stark ausgeprägt.

## Nutzung
Aufgrund ihrer geringen Größe spielen Prachtguramis keine Rolle in der Ernährung der einheimischen Bevölkerung. Gelegentlich werden aber gewisse Mengen gefangen und über den Zierfischhandel exportiert. Ng u. a. würden eine solche Praxis trotz der Bedrohung der Habitate begrüßen, da der maß- und planvolle Fang für den Zierfischhandel eine Möglichkeit darstelle, wie die einheimische Bevölkerung auch finanziell vom langfristigen Schutz der Torfsümpfe und damit ihrer Ressourcen profitieren könnte. Dies setzt natürlich voraus, dass die Fänge geplant verlaufen müssten, um die Populationen nicht zu gefährden und dass die Erträge auch wirklich der einheimischen Bevölkerung zugutekämen.

## Systematik
Die Systematik innerhalb der Gattung ist bis heute noch nicht eindeutig geklärt. Dies liegt zum einen an der relativ jungen Beschreibungsgeschichte, zum anderen an der Art der Beschreibungen, denen zumeist die Mittel der klassischen Taxonomie (wie z. B. der Vergleich von Körperdimensionen, Flossenformeln etc.) zugrunde liegen. Da sich viele Prachtgurami-Arten hierin aber stark ähneln bzw. identisch sind, müssen zur Klärung der verwandtschaftlichen Verhältnisse, sowie der Abgrenzung der einzelnen Arten untereinander, auf jeden Fall ethologische Untersuchungen hinzugezogen werden. Oft unterscheiden sich Arten auch nur in winzigen Färbungsdetails, die nur bei Männchen in Prachtfärbung beurteilt werden können, weshalb es unbedingt nötig ist, zur Bestimmung und Beschreibung lebende Individuen zur Verfügung zu haben. Außerdem könnten in naher Zukunft auch genetische Analysen das bisherige Bild ergänzen und so zu einem besseren Verständnis der Gattung beitragen.

### Artengruppen
Eine Methode, die derzeit 20 wissenschaftlich beschriebenen Prachtgurami-Arten in ein vorläufiges Artensystem zu bringen, ist die von Martin Hallmann aufgestellte und in der Internationalen Gemeinschaft für Labyrinthfische (IGL) verwendete Artenliste, die sowohl morphologische, als auch ethologische Merkmale mit einbezieht, um die einzelnen Arten in Gruppen zusammenzufassen.
- Gruppe A: „Die Schlanken“
  - Parosphromenus ornaticauda Kottelat, 1991
  - Parosphromenus parvulus Vierke, 1979
- Gruppe B: Ein Bindeglied zwischen „den Schlanken“ und „den Rundflossigen“
  - Parosphromenus sumatranus Klausewitz, 1955

Die Art „vereint [...]in sich [...] Merkmale der beiden großen Struktur- und Verhaltenstypen der Prachguramis“.
Einerseits die schlanke Körperform und das „Kopf nach oben-Balzen“ der Männchen, andererseits die Körperzeichnung und Zeichnung der Flossen ähnlich zu Gruppe C.
- Gruppe C: „die Rundflossigen“

Das gemeinsame Merkmal dieser großen Gruppe, ist eine runde Schwanzflosse und eine gleichmäßige Flossenbänderung in den unpaaren Flossen.
- - Untergruppe C1: „Ein Sonderling“
    - Parosphromenus nagyi Schaller, 1985

Die Männchen zeigen eine abweichende, streifenlose (zweigeteilte) Prachtfärbung des Körpers.
- - Untergruppe C2: „Die P. harveyi – Gruppe“
    - Parosphromenus harveyi Brown, 1987
    - Parosphromenus alfredi Kottelat & Ng, 2005
    - Parosphromenus bintan Kottelat & Ng, 1998
    - Parosphromenus gunawani Schindler & Linke, 2012
    - Parosphromenus opallios Kottelat & Ng, 2005
    - Parosphromenus phoenicurus Schindler & Linke, 2012
    - Parosphromenus rubrimontis Kottelat & Ng, 2005
    - Parosphromenus tweediei Kottelat & Ng, 2005

Große und in Bezug auf Körpermaße, Verhalten und Zeichnung sehr homogene Gruppe. Benannt nach der erstbeschriebenen Art.
- - Untergruppe C3: „Rundflossige mit einfarbiger Flossenfärbung“
    - Parosphromenus anjunganensis Kottelat, 1991

  - Untergruppe C4: „Rundflossige mit unregelmäßiger Flossenbänderung“
    - Parosphromenus allani Brown, 1987
- Gruppe D: „Typen mit […] Flossenbänderung analog zu Gruppe C2, aber lanzettlicher Caudale“.[26]
  - Deissners Prachtzwerggurami (Parosphromenus deissneri) Bleeker, 1859 Typusart
  - Parosphromenus filamentosus Vierke, 1981

Die Gruppe kennzeichnet eine ausgezogene Schwanzflosse mit deutlichem Filament.
- Gruppe E: Hochformatige Typen mit Seitenflecken und charakteristischer Flossenzeichnung
  - Parosphromenus linkei Kottelat, 1991
  - Parosphromenus pahuensis Kottelat & Ng, 2005

Für diese Gruppe typisch sind 1–3 dunkle Seitenflecken in der Körpermitte und einfarbige, unpaare Flossen mit durchscheinenden, irisierenden Punkten: „Typ-Sternenhimmel“.
- Gruppe F: „Der Große, mit neuer Kombination aller bekannter Zeichnungsmuster“[26]
  - Parosphromenus quindecim Kottelat & Ng, 2005
- Gruppe G: „Fast zeichnungslose Typen mit langer Rückenflosse und langer lanzettlicher Caudale“[26]
  - Parosphromenus paludicola Tweedie, 1952

Außer diesen wissenschaftlich beschriebenen Arten sind bis heute schon viele weitere Formen bekannt, deren Artstatus bislang ungeklärt ist. Die meisten davon sind entweder von Aquarianern direkt entdeckt und eingeführt worden oder gelangten über große Zierfischimportfirmen in den aquaristischen Fachhandel. Diese nicht deutlich einer Art zuzuordnenden Formen werden mit P. spec. bezeichnet und erhalten als Zusatz meist den Namen ihres Fundortes oder Fundgebietes etc. (z. B. P. spec. „Sentang“).
Besonders von Sumatra sind in den letzten Jahren viele neue Formen wie „Sentang“ oder eingeführt worden, die sich in die (C2-) „P.harveyi-Gruppe“ einordnen lassen. Dies unterstützt die Hypothese, dass es sich bei der großen Anzahl von Arten und unbeschriebenen Formen dieser Gruppe, die sich oft lediglich in Flossenfärbung und Färbungsdetails unterscheiden, um Farb- bzw. Standortvarianten ein und derselben Art handelt, oder zumindest einige der bereits beschriebenen Arten zu Subspecies herabgestuft werden müssten. Zwei dieser vormals unbeschriebenen Formen von Sumatra, nämlich die in Liebhaberkreisen unter P. spec. „Danau Rasau“ und P. spec. „Langgam“ bekannten Formen, wurden im Dezember 2012 durch Schindler und Linke als P. gunawani und P. phoenicurus neu beschrieben und erhielten so Artstatus.

### Geschichtliches zuP. deissneri
1859 beschrieb der niederländische Ichthyologe Pieter Bleeker die Art Osphromenus deissneri anhand eines einzelnen Weibchens einer Prachtguramiart aus Baturussak (InselBangka/Indonesien) und ordnete ihn somit in die Gattung der Speise- oder Riesenguramis Osphronemus (Lacepede, 1801) ein, wobei er aber die Buchstaben m und n vertauschte.
Im Jahr 1877 etablierte er die Gattung Parosphromenus mit P. deissneri als Typusart und behielt diese Schreibweise bei.
Da gegen Ende des 20. Jahrhunderts viele rundflossige (Schwanzflosse), offensichtlich unterschiedliche Arten und Formen mit regelmäßigen Farbbändern in den unpaaren Flossen bekannt waren, die allesamt mit dem Namen P. deissneri bezeichnet wurden, wurde eine Revision der Gattung nötig. Die Ichthyologen Maurice Kottelat und Peter K. L. Ng mussten dabei zunächst die Identität von P. deissneri klären. Bei Aufsammlungen auf Bangka konnten insgesamt zwei verschiedene Prachtguramiarten nachgewiesen werden, von denen eine die von Bleeker als P. deissneri beschriebene sein musste. Eine der beiden Arten hatte im männlichen Geschlecht eine runde Schwanzflosse und eine durchgehende bläulich-irisierende Flossenbänderung der unpaaren Flossen. Die andere dagegen zeigte eine leicht lanzettliche Schwanzflosse mit schwarzem Filament und eine Bänderung, die aus einzelnen, ovalen, bläulich-irisierenden Punkten bestand. Da es sich bei dem von Bleeker hinterlegten Holotypus aber um ein Weibchen handelte, und dieser zudem bereits farblos, stark geschrumpft und beschädigt war, war anhand dieses Materials keine Identifikation mehr möglich. Hinzu kam, dass am ehemaligen Typusfundort bereits kein Biotop mehr vorhanden war, sondern mittlerweile eine kleine Stadt entstanden ist. Somit entschied man sich dafür, diejenige Art, die zumindest im gleichen Gewässersystem, nahe der originalen Typuslokalität gefunden wurde, als P. deissneri wieder zu beschreiben. Dabei handelte es sich ausgerechnet um die Art mit Filament und nicht durchgehender Bänderung. Die andere Art war noch von einem weiteren Fundort auf der Insel Bintan bekannt und wurde so als P. bintan neu beschrieben (vgl. 1, 36).
Der Status der vielen unterschiedlichen Formen, die vorher als „deissneri-Farbformen“ bezeichnet wurden, blieb aber weiterhin ungeklärt und darüber hinaus wurde die bisherige Bezeichnung „falsch, da die Neudefinition von ‚deissneri‘ diesen Bezug zerstörte“. Deshalb folgten im Jahr 2005 vier weitere Beschreibungen von Prachtguramis aus dieser Gruppe (P. alfredi, P. opallios, P. rubrimontis, P. tweediei), wodurch „eine gewisse Ordnung in das fragmentarische System dieser Gruppe gekommen“ ist.

## Prachtguramis in der Aquaristik

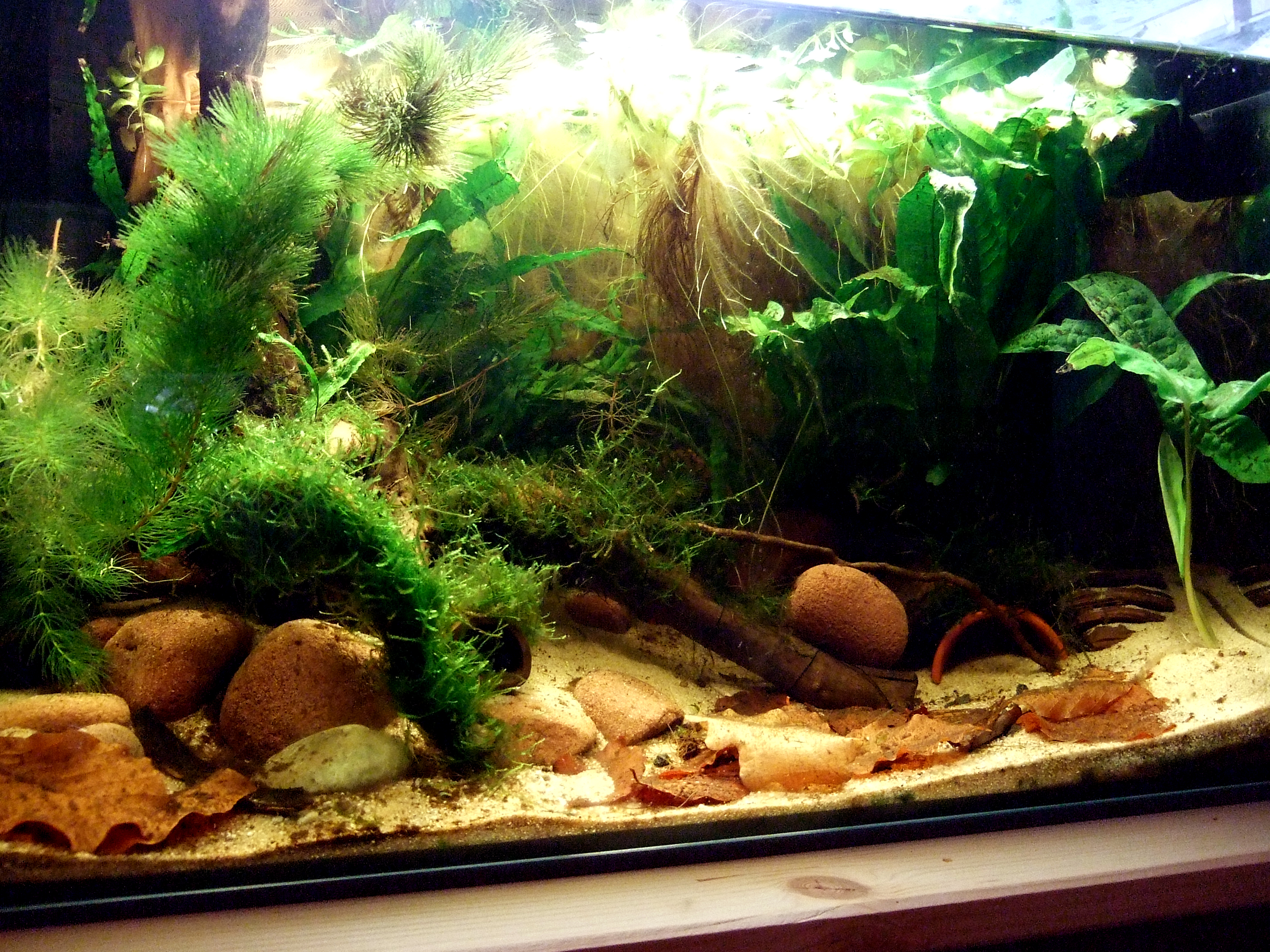
Prachtguramiaquarium.

Die Prachtgurami-Aquaristik geht in Deutschland auf den Arzt Dr. Walther Foersch zurück, der Anfang der 1970er Jahre detaillierte Beobachtungen zur Pflege und Vermehrung der kleinen Labyrinthfische machte und diese in einem zweiteiligen Artikel in der DATZ veröffentlichte. Er schuf damit „die Grundlagen für die Zucht aller Parosphromenus-Arten“ da viele der von ihm gewonnenen Erkenntnisse für alle Prachtguramiarten gelten.
Grundsätzlich kann man sagen, dass die Fische vergleichsweise empfindlich sind und deshalb „spezielle Rahmenbedingungen fordern und relativ hohe Ansprüche an den Pfleger stellen“. Dennoch werden sie von Liebhabern v. a. aufgrund ihrer prachtvollen Balzfärbung und ihres interessanten Verhaltens gerne gehalten und vermehrt.
Peter Finke stellt in seinem „Paro-Rezept“ heraus, dass es vor allem vier Faktoren sind, die zur dauerhaften Pflege und erfolgreichen Vermehrung nötig sind:
1. „gesunde, geschlechtsreife Fische,
2. ein nicht zu großes, dunkles, ruhiges, höhlenreiches Aquarium,
3. möglichst keimarmes Wasser mit sehr niedrigem Salzgehalt und pH-Wert und
4. ausschließliche Lebendfütterung“.[5]

### Die Fische
Es sollte darauf geachtet werden, dass keine vorgeschädigten Fische erworben werden, da es nur selten gelingt, diese wieder in einen guten Zustand zu bringen.

### Das Aquarium

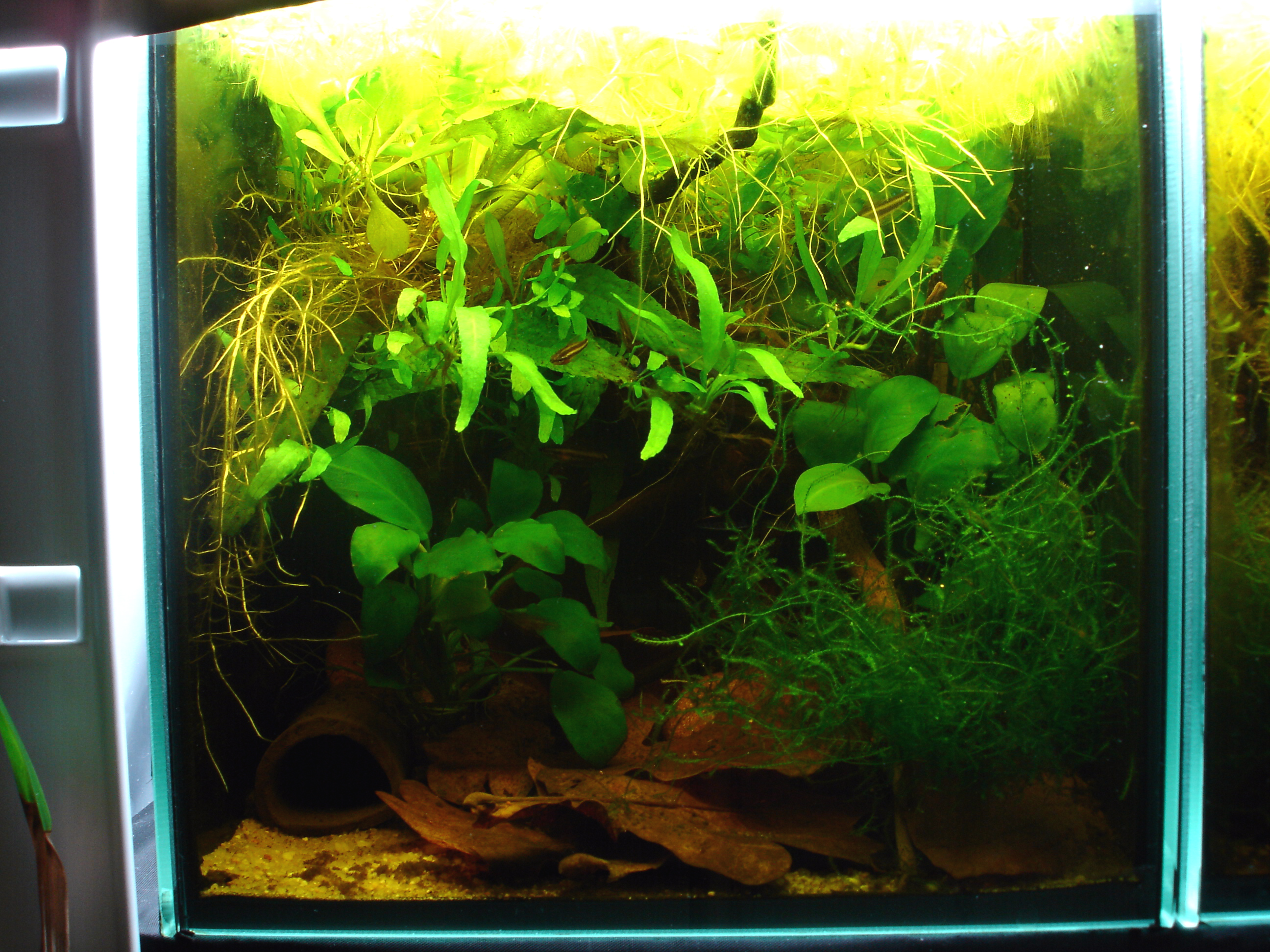
Ein kleines Aquarium zur extensiven Zucht von Prachtguramis.

In jedem Fall sind die Fische nicht für ein hell beleuchtetes Standard-Gesellschaftsaquarium geeignet. Am besten eignen sich kleine, schwach beleuchtete 12- oder 25-Liter-Aquarien, die dem scheuen Wesen der Prachtguramis Rechnung tragend reichlich durch (Schwimm-)Pflanzen, Moorkienholz und Laub strukturiert werden. Als Pflanzen, die mit den z. T. extremen Wasserwerten noch zurechtkommen, eignen sich hauptsächlich Javafarn (Microsorum pteropus), Wasserhornfarne (Ceratopteris spec.), Schwimmfarne (Salvinia spec.) und Zwerg-Speerblätter (Anubias barteri var. nana), aber auch verschiedene Moose z. B. das Javamoos (Taxiphyllum barbieri). Als Laub eignet sich am besten „altes Buchenlaub, trocken im Herbst gesammelt“, das kurz vor Gebrauch mit kochendem Wasser übergossen werden kann, „damit es sofort untergeht und Schadorganismen abgetötet werden“. Sollen die Fische die Möglichkeit bekommen, sich fortzupflanzen, was angesichts ihrer Seltenheit selbstverständlich ist, wird in ein solches Becken eine kleine Höhle in der Größe einer Kleinbild-Filmdose gegeben, in der das Männchen sein Nest bauen kann. Damit Jungfische aufkommen können, sollte außerdem pro Aquarium nur ein Pärchen einer Art eingesetzt und auf Begleitfische verzichtet werden.

### Das Wasser

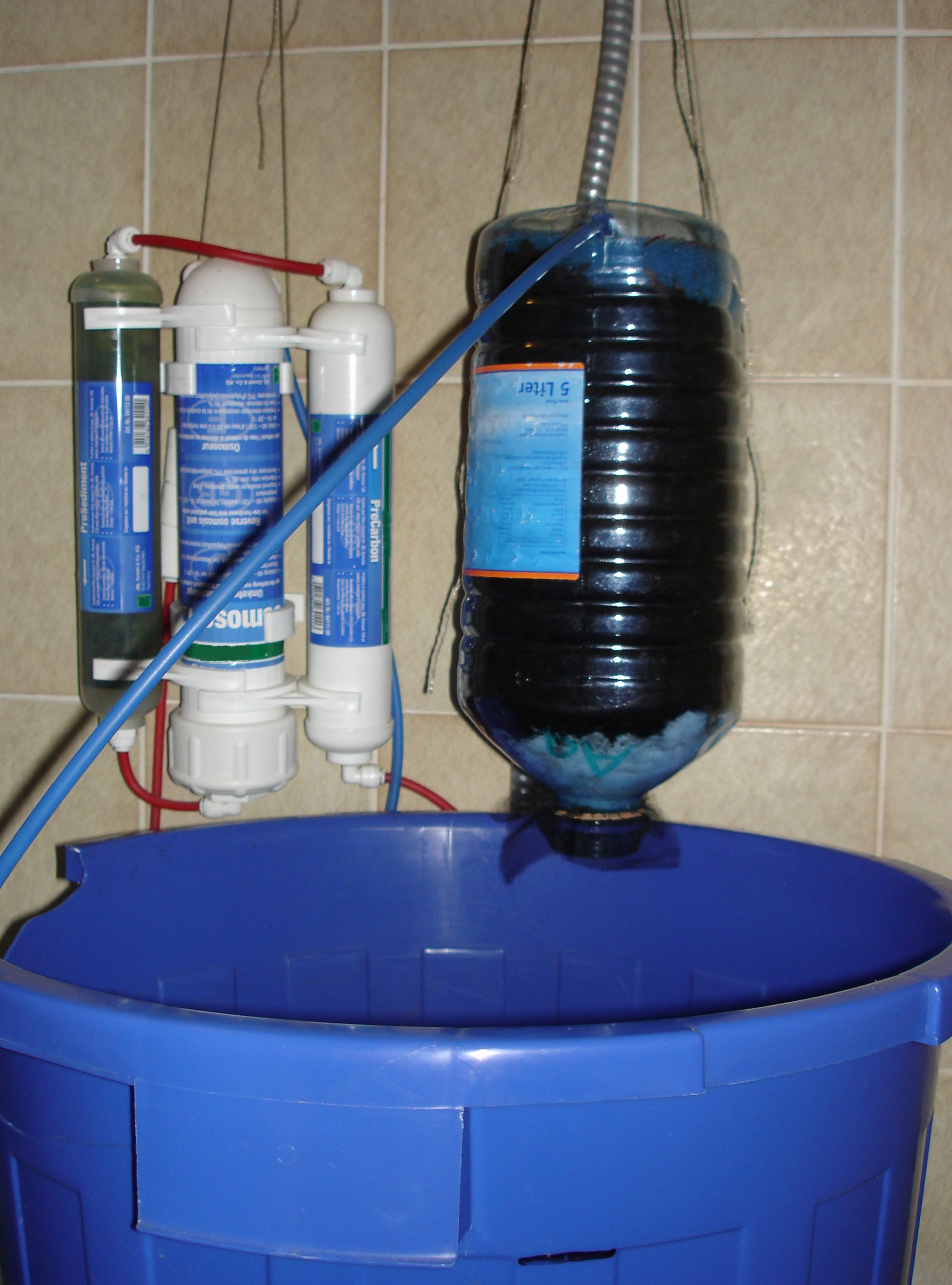
Eine Möglichkeit der Wasseraufbereitung: Umkehrosmoseanlage mit anschließender Torf -behandlung.

Da Prachtguramis als Spezialisten an extreme Lebensräume angepasst sind, muss sich das Aquarienwasser möglichst an dem Wasser der natürlichen Biotope (→Schwarzwasser) orientieren und damit sehr weich, leicht sauer und mit diversen Huminstoffen angereichert sein. Dies gelingt am besten, indem ein sehr mineralarmes Ausgangswasser (z. B. Regenwasser, Wasser aus einer Umkehrosmoseanlage oder einem Mischbettfilter/Ionentauscher) mit (ungedüngtem!) Hochmoortorf versetzt und damit leicht angesäuert und mit Huminstoffen angereichert wird. Diese Huminstoffe spielen eine wichtige Rolle bei der „Abpufferung der extremen Wasserwerte“. Ideal scheint ein pH-Wert von ca. 5–6 zu sein, da er eine geringe Keimbelastung gewährleistet. Wichtig ist außerdem die elektrische Leitfähigkeit, die Auskunft über den ungefähren Mineraliengehalt des Wassers gibt. Sie sollte für das angestrebte Wasser auf jeden Fall unter 80 Mikrosiemens/cm [μS/cm]  liegen. Adulte Prachtguramis scheinen vorübergehend auch härteres Wasser zu vertragen, jedoch benötigen deren Larven und v. a. die Eier zwingend dieses Milieu zur Entwicklung.

### Das Futter

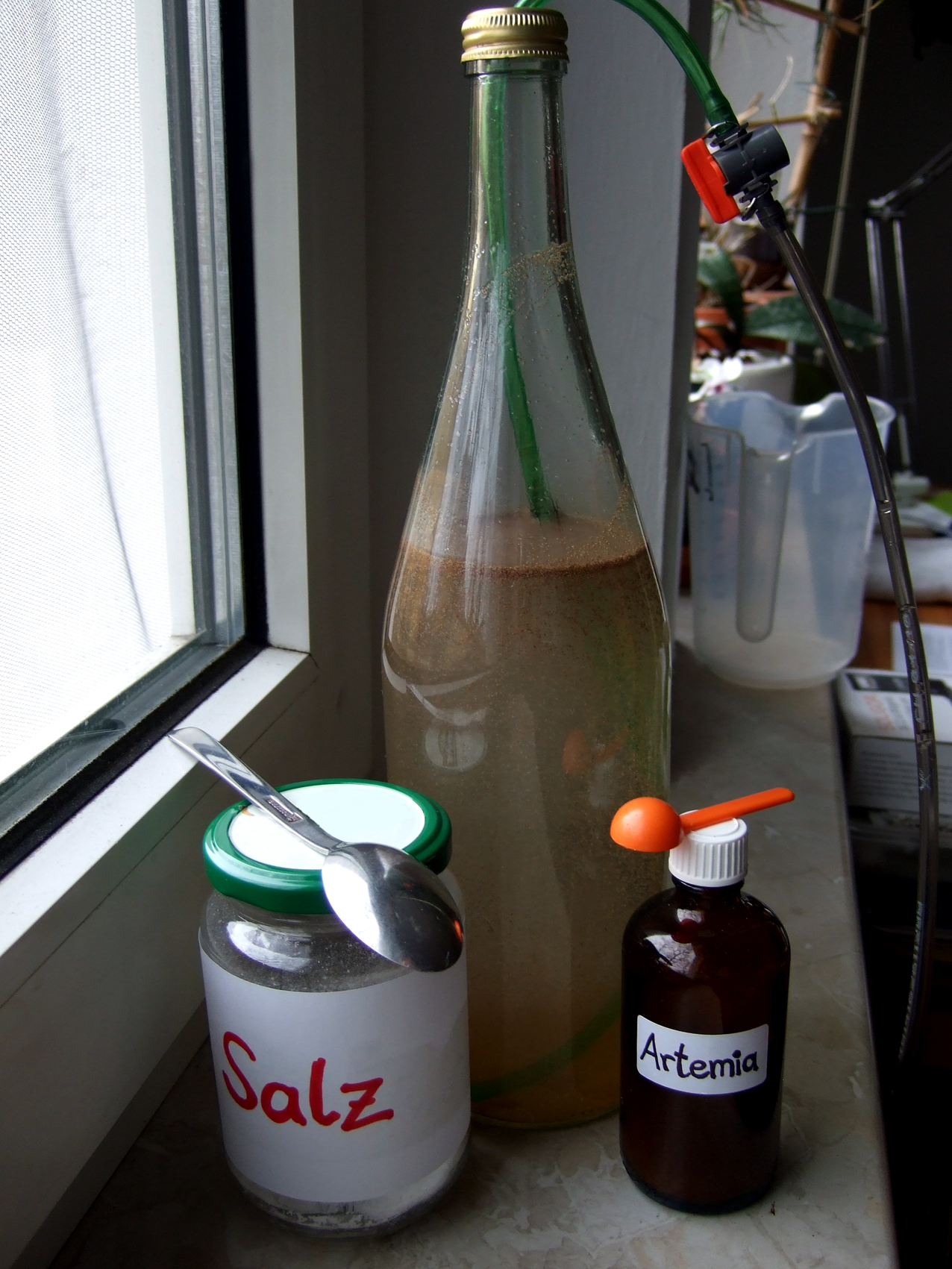
Einfache Flasche zum Erbrüten von Artemianauplien aus Zysten.

Um Prachtguramis langfristig gesund zu erhalten, kommt man um ausschließliche Lebendfütterung nicht herum. Da Prachtguramis nur auf sich bewegende Futtertiere reagieren und insgesamt eher „zurückhaltende Fresser“ sind, könnte es passieren, dass das Aquarienwasser durch nicht gefressene und verderbende Reste von Frostfutter oder Ähnlichem stark belastet wird und so das angestrebte keimarme Milieu zerstört wird.
Es eignen sich alle Arten von Lebendfutter, die nicht zu groß für die Fische sind: alle Sorten Mückenlarven, kleinere Daphnien, Grindalwürmer (Enchytraeus buchholzi), kleinere Enchyträen, Japanische Wasserflöhe (Moina macrocopa), Artemien und v. a. Artemianauplien, die sehr einfach aus Artemiazysten in Salzwasser erbrütet werden können. Ein weiterer Vorteil von Nauplien besteht darin, dass mit ihnen gleichzeitig Jung- wie Alttiere, die sich in einem Becken befinden, ernährt werden können. Für Jungfische kommen darüber hinaus noch Essigälchen (Turbatrix aceti) und Mikrowürmchen (Panagrellus redivivus) in Frage. Es sollte natürlich auf eine gewisse Abwechslung geachtet werden.

## Bedrohung
Da fast alle Prachtguramiarten nur eine geringe Anpassungsfähigkeit an durch den Menschen verursachte Gewässerveränderungen wie z. B. Dünger- und Pestizideintrag, Begradigung etc. besitzen, sind sie in ihrem Fortbestand durch die voranschreitende Primärwaldvernichtung in Südostasien stark bedroht. Viele der ursprünglichen Tieflandregenwälder und Torfsumpfgebiete, die sich durch hohe Biodiversität auszeichnen, müssen landwirtschaftlichen Monokulturen, v. a. Ölpalmen (Elaeis guineensis) weichen und frühere Urwaldbäche werden zu Kanälen umgestaltet, die das überschüssige Wasser schnell abführen sollen. Palmölkonzerne wie SinarMas, Wilmar u. a. liefern Palmöl v. a. an Konzerne wie Unilever und Nestlé zur Verarbeitung in diversen Haushaltsprodukten und Lebensmitteln aber auch an die EU, die zu „Biodiesel“ weiterverarbeitetes Palmöl importiert.
Natürlich sind von diesen Naturzerstörungen nicht nur die Prachtguramis und so symbolträchtige Tiere wie die Orang-Utans betroffen, sondern die gesamte, einzigartige und teilweise hochspezialisierte Fauna und Flora dieser Lebensräume. Nicht zuletzt sind es auch Menschen, hauptsächlich indigene Volksgruppen, die nicht nur indirekt durch die Zerstörung ihres Lebensraumes und damit ihrer Lebensgrundlage, sondern auch direkt durch gewaltsame Vertreibungen und Enteignungen bedroht sind. Um auf diese Menschenrechtsverletzungen auch in Europa aufmerksam zu machen, protestierten Ende 2011 Vertreter indigener Volksstämme aus Sumatra und Borneo in Hamburg vor der Unilever-Zentrale und in Brake bei Bremen, wo der Unilever-Zulieferer Wilmar eine Palmölraffinerie betreibt. Unterstützt wurden die Indonesier dabei von Naturschutzorganisationen wie Rettet den Regenwald e. V. und Robin Wood, die mit ihren Kampagnen versuchen, auf Verantwortliche aus Politik und Wirtschaft Einfluss zu nehmen, um diese zunächst dazu zu bewegen, auf „Palmöl aus Raubbau“ zu verzichten und längerfristig eine weitere „Expansion von Palmölplantagen in den Tropen zu stoppen“.

## Das Parosphromenus-Project
Das Parosphromenus-Project ist „ein global agierendes Erhaltungsnetzwerk“ das aus der im Jahr 2005 von Peter Finke und Martin Hallmann innerhalb der Internationalen Gemeinschaft für Labyrinthfische (IGL) gegründeten Paro-AG hervorgegangen ist. Es wurde gegründet, „um die hochgradig in ihrer Existenz bedrohten, aber wenig bekannten Prachtguramis ins Bewusstsein der Aquarianer und der allgemeinen Öffentlichkeit zu rücken“. Man proklamiert eine verantwortungsbewusste Erhaltungsaquaristik im Kontrast zum gegenwärtigen Trend der konsumorientierten Verbrauchsaquaristik.
Das Projekt versteht sich selbst als zusammenführendes, vereinsübergreifendes Netzwerk, das versucht „Paro-Freunde“ aus den unterschiedlichen Liebhaber-Vereinigungen wie beispielsweise IGL, AKL/EAC, AAGB aber auch VDA und EATA anzusprechen und so die Kräfte zu bündeln.
Neben seinem Hauptziel, „einen wirksamen Beitrag zur Erhaltung dieser Fische zu leisten“, verfolgt es die Mehrung, sowie Verbreitung des Wissens um die Gattung „und die Stärkung des Bewusstseins ihrer Bedrohung“. Außerdem versucht das Projekt auch, „auf die Biotoperhaltung und den Naturschutz in ihren Heimatländern“ Einfluss zu nehmen. Im Rahmen einer alternativen Aquaristik, die die massive Naturzerstörung in Südostasien nicht ignoriert, sondern „die umwelt- und wirtschaftspolitische Dimension dieses Hobbys“ explizit mit einbezieht, sucht es den Kontakt zu Naturschutzorganisationen oder versucht „Bezüge zu unserem Alltag in der westlichen, industrialisierten Welt“ herzustellen, indem es z. B. auf unsere indirekte Beteiligung an der Zerstörung der Biodiversität, beispielsweise über den Konsum von Palmölprodukten oder Tropenhölzern hinweist.
Um sein erklärtes Hauptziel, nämlich „den langfristigen Erhalt von Aquarienpopulationen“ zu verwirklichen, setzt das Projekt auf den gegenseitigen „Austausch von Informationen und Fischen“ unter den Mitgliedern, sowie deren Bereitschaft, „freiwillig[e] Artpatenschaften [zu] übernehmen“. Des Weiteren findet halbjährlich ein Zensus statt, bei dem alle Mitglieder Angaben zu ihren Aquarienbeständen machen. Diese, für alle Mitglieder einsehbare, Bestandserhebung gibt Aufschluss über „die Verteilungs- und Vermehrungssituation“ der einzelnen Arten bzw. Formen und bildet „die Grundlage für die Vergabe von Patenschaften“. Dadurch konnten in den vergangenen Jahren alle Arten und viele der „in Kleinstbeständen eingeführte[n] Varietäten“ in den Aquarienbeständen erhalten werden.